# Vid Belec
Vid Belec (* 6. Juni 1990 in Maribor, SR Slowenien, SFR Jugoslawien) ist ein slowenischer Fußball-Torwart. Er steht bei APOEL Nikosia unter Vertrag.

## Vereinskarriere

### Inter Mailand
Belec, der in seiner Jugend auch ein talentierter Tennisspieler war, begann seine Karriere in der Jugendmannschaft von NK Maribor. Nachdem er im Dezember 2006 an einem Probetraining bei Inter Mailand teilgenommen hatte, wurde er im Januar 2007 im Alter von 16 Jahren unter Vertrag genommen. Er spielte dreieinhalb Spielzeiten in diversen Nachwuchsmannschaften von Inter. In seiner ersten Saison gewann er als Ersatz für Paolo Tornaghi die Campionato Primavera. 2008 gewann er mit Inters Primavera das prestigeträchtige Torneo di Viareggio, wobei er im Finale gegen die Nachwuchsmannschaft des FC Empoli im Elfmeterschießen den entscheidenden Elfmeter parierte.
Unter José Mourinho wurde Belec als vierter Torwart der A-Mannschaft in einigen Vorbereitungsspielen eingesetzt. Im November 2009 unterschrieb er einen Fünfjahresvertrag.

### FC Crotone
Am 6. Juli 2010 wurde Belec in die Serie B zum FC Crotone verliehen. Er gab sein Debüt am 4. September 2010 und etablierte sich im Laufe der Saison als Stammtorhüter. Er absolvierte für Crotone 50 Ligaspiele in der Serie B und zwei Spiele in der Coppa Italia.

### Rückkehr zu Inter Mailand
Im Sommer 2012 kehrte Belec zu Inter Mailand zurück und wurde dritter Torhüter hinter seinem Landsmann Samir Handanovič und Luca Castellazzi. Sein Pflichtspieldebüt für Inter gab er am 30. August 2012 in der UEFA Europa League gegen den FC Vaslui: Nachdem Luca Castellazzi die Rote Karte gesehen hatte, wurde er in der 34. Minute für Antonio Cassano eingewechselt.

### SC Olhanense
In der Sommerpause 2013 wurde Belec zusammen mit seinem Teamkameraden Daniel Bessa bis zum 30. Juni 2014 an den SC Olhanense in die portugiesische Primeira Liga ausgeliehen.

### Konyaspor
Am 1. September 2014 wechselte Belec auf Leihbasis zu in die türkische Süper Lig zu Torku Konyaspor. Bereits zur nächsten Winterpause verließ er Konyaspor wieder.

### Von Inter zu Carpi
Die Leihe mit Konyaspor wurde frühzeitig aufgelöst und Belec verbrachte die Rückrunde 2014/15 bei Inter Mailand, kam jedoch zu keinem Einsatz. So wurde er im Sommer 2015 an den FC Carpi abgegeben. Bei Carpi konnte sich Belec durchsetzen und absolvierte in der Saison 2015/16 30 Partien in der Serie A. Trotz des Abstiegs blieb er bei Carpi und kam mit der Mannschaft in die Play-offs, wo man im Finale jedoch Benevento Calcio unterlag.

### Benevento Calcio
Im Sommer 2017 wechselte Belec zum Play-off-Sieger, und damit Serie-A-Aufsteiger, Benevento Calcio. In der Hinrunde der Saison 2017/18 kam Belec auf 13 Einsätze für Benevento.

### Sampdoria Genua
Im Januar 2018 wechselte Belec auf Leihbasis zu Sampdoria Genua. Diese verpflichteten ihn im Anschluss fest. 2019 folgte eine einjährige Leihe zu APOEL Nikosia. Seit 2020 steht er bei US Salernitana unter Vertrag.

## Nationalmannschaft
Belec lief in verschiedenen Nachwuchsmannschaften Sloweniens auf.